# Wild C.A.T.s
Wild C.A.T.s. es una serie animada canadiense-americana basada en los cómics del mismo nombre. Creada por Jim Lee y Brandon Choi, fue emitida en 1994 y producida por Wildstorm Productions y Nelvana Limited. Se emitió en Fox Kids en Latinoamérica de 1996 a 1997.

## Premisa
Al igual que en los cómics del que está basado,  la serie sigue las aventuras de la WildC.A.T.s que batalla alienígenas del planeta Khera.

## Doblaje/Reparto

### Doblaje
El doblaje en Hispanoamérica de las 13-episodio serie se realizó en la empresa de doblaje desaparecida Audiomaster 3000.

### Reparto
| Personaje                 | Actor original    | Actor de doblaje     |
| ------------------------- | ----------------- | -------------------- |
| Spartan / Hardian         | Rod Wilson        | Alejandro Illescas   |
| Grifter / Cole Cash       | Colin O' Meara    | Gerardo Reyero       |
| Zealot / Lady Zannah      | Roscoe Handford   | Rebeca Patiño        |
| Maul / Jeremy Stone       | Paul Mota         | Jorge Santos         |
| Warblade / Reno Bryce     | Dean McDermott    | René García          |
| Voodoo / Priscilla Kitaen | Ruth Marshell     | Mónica Estrada       |
| Lord Emp / Jacob Marlowe  | Sean McCann       | Bardo Miranda        |
| Void                      | Janet-Laine Green | Mónica Manjarrez     |
| Karyn McKee               |                   | Rocío Prado          |
| Max Cash                  |                   | Salvador Delgado     |
| Lonely                    |                   | Martín Soto          |
| Artemis                   | Elizabeth Hanna   | Rebeca Manríquez     |
| Mister Majestic           | Rod Wilson        | Gonzalo Curiel       |
| Dockwell                  | Denis Akiyama     | Álvaro Tarcicio      |
| Karillion                 | Lorne Kennedy     | Humberto Vélez       |
| Slag                      | Addison Bell      | Herman López         |
| Attica                    | Dave Nichols      | Luis Alfonso Mendoza |
| H.A.R.M.                  | Dan Hennessey     | Óscar Flores         |
| Taboo                     |                   | Magda Giner          |
| Providence                |                   | Laura Torres         |
| Pyke                      | Colin Fox         | Carlos del Campo     |
| Lord Helspont             | Maurice Dean Wint | Mario Sauret         |

## Lista de episodios
| Nr. | Español Título           | Inglés Título            | Fecha de emisión (EUA/Canadá) | Fecha de emisión (Latinoamérica) |
| 1   | La Llegada Del Rey Sable | Dark Blade Falling       | 1 de octubre de 1994          | 1996                             |
| 2   | Corazón De Acero         | Heart of Steel           | 8 de octubre de 1994          | 1996                             |
| 3   | El Arma Del Coda         | Cry of the Coda          | 15 de octubre de 1994         | 1996                             |
| 4   | El Mal Interior          | The Evil Within          | 29 de octubre de 1994         | 1996                             |
| 5   | El Gran Asalto           | The Big Takedown         | 12 de noviembre de 1994       | 1996                             |
| 6   | El Regreso De Majestic   | Lives in the Balance     | 19 de noviembre de 1994       | 1996                             |
| 7   | Alma De Gigante          | Soul of a Giant          | 26 de noviembre de 1994       | 1996                             |
| 8   | Traicionados             | Betrayed                 | 3 de diciembre de 1994        | 1996                             |
| 9   | Los Black Razor          | Black Razor's Edge       | 10 de diciembre de 1994       | 1996                             |
| 10  | El Templo De Themescrya  | And Then There Were None | 17 de diciembre de 1994       | 1997                             |
| 11  | Posible Ataque Nuclear   | M.V.P.                   | 7 de enero de 1995            | 1997                             |
| 12  | El Fin Del Juego Parte 1 | Endgame, Part 1          | 14 de enero de 1995           | 1997                             |
| 13  | El Fin Del Juego Parte 2 | Endgame, Part 2          | 21 de enero de 1995           | 1997                             |